# Društvo hrvatskih književnih prevodilaca
Društvo hrvatskih književnih prevodilaca osnovano je 11. studenog 1952. godine u Zagrebu. Prvi predsjednik bio je Gustav Krklec.

## Temeljni zadaci društva
Svrha djelatnosti današnjeg Društva hrvatskih književnih prevodilaca (DHKP) jest ostvarivanje i usklađivanje zajedničkih interesa i prava književnih prevodilaca te kontinuirani rad na podizanju razine hrvatskog prevodilaštva i kulture. U tu svrhu DHKP priređuje Zagrebački prevodilački susret, organizira Radionicu književnog prevođenja, okrugle stolove i izložbu radova članova DHKP pod nazivom  "Od izvornika do prijevoda".

## Izdavačka djelatnost
U okviru svoje izdavačke djelatnosti DHKP objavljuje zbornike i traduktološke članke.
DHKP dodjeljuje godišnju nagradu za najbolji književni prijevod u protekloj godini kao i nagradu za životno djelo. Nagrada DHKP, koja se sastoji od brončane plakete, dodjeljuje se isključivo članovima. Povodom 60. godišnjice osnutka Upravni odbor dodijelio je Nagradi DHKP-a ime "Josip Tabak".

## Udruženja
Godine 1994. DHKP je primljen u krovnu europsku književnoprijevodnu udrugu, Europsko vijeće udruženja književnih prevodilaca (Conseil Européen des Associations des Traducteurs Littéraires - CEATL).

## Vanjske poveznice
- http://www.dhkp.hr/